# Айчичек, Омер
Омер Айчичек (тур. Ömer Ayçiçek, род. 2 октября 1995, Турция) — турецкий лыжник. Участник Зимних Олимпийских игр 2018 года.

## Спортивная карьера
Омер Айчичек родился 2 октября 1995 года в Турции.
Айчичек впервые принял участие на международном соревновании в январе 2015 года в Гереде на Кубке Балкан и занял пятое место в беге на 10 км вольным стилем и 10 км классическим стилем.
На чемпионате мира по лыжным видам спорта 2015 года в Фалуне он финишировал 108-м в спринте.
В феврале 2016 года финишировал 66-м в спринте на чемпионате мира до 23 лет в Рышнове.
На Зимней универсиаде-2017 в Казахстане занял 68-е место в классическом забеге на 10 км, 64-е место в спринте и 61-е место в пасьюте
В декабре 2017 года впервые пробежал в Давосе на этапе Кубка мира и финишировал 112-м в спринте.
В 2017 году смог квалифицироваться на Зимние Олимпийские играх 2018 года в Пхенчхане. 
На турнире занял 93-е место в беге на 15 км вольным стилем, 77-е место в спринте и 28-е место в командном спринте с Хамзой Дурсуном.
В 2019 году занял 80-е место на чемпионате мира по лыжным видам спорта в Зеефельде. 
На Зимней универсиаде в Красноярске занял 61-е место в спринте и классике на 10 км и 58-е место в лыжных гонках.
В сезоне 2019/20 занял третье место в общем зачете Кубка Балкан.
На чемпионате мира по лыжным видам спорта в 2021 году в Оберстдорфе финишировал 96-м в спринте и 87-м в беге на 15 км вольным стилем.